# Empoasca yusti
Empoasca yusti är en insektsart som beskrevs av Young 1956. Empoasca yusti ingår i släktet Empoasca och familjen dvärgstritar.
Artens utbredningsområde är Ecuador. Inga underarter finns listade i Catalogue of Life.